# Fridolin Ambongo Besungu
Fridolin Ambongo Besungu, O.F.M.Cap. (Boto, 24 de janeiro de 1960) é um prelado católico quinxassa-congolês atual arcebispo de Quinxassa desde 2018. Anteriormente, foi bispo de Bokungu-Ikela de 2004 a 2016, administrador apostólico de Kole de 2008 a 2015, arcebispo de Mebandaca-Bikoro de 2016 a 2018, administrador apostólico de Bokungu-Ikela de 2016 a 2018 e arcebispo coadjutor de Quinxassa em 2018. Ele é membro da Ordem dos Frades Menores Capuchinhos.
Ele serviu como pároco e como professor antes de sua carreira episcopal e desde que foi bispo tem sido uma voz principal entre seus conferencistas para a paz nacional.

## Educação e sacerdócio
Fridolin Ambongo Besungu nasceu em Boto em 24 de janeiro de 1960 e se preparou para o sacerdócio estudando filosofia em Bwamanda e depois teologia no Instituto Saint Eugène de Mazenod. Ele também entrou na Ordem dos Frades Menores Capuchinhos, onde emitiu seus votos iniciais em 1981 e sua profissão perpétua em 1987. Mais tarde, ele obteve uma licenciatura em estudos teológicos morais da Pontifícia Academia Alfonsiana, em Roma .
Ambongo foi ordenado ao sacerdócio em 14 de agosto de 1988, após a conclusão de sua educação. Ele trabalhou como pároco em Bobito de 1988 até 1989 e depois como professor na Universidade de Quinxassa. Ele também serviu como superior maior e vice-provincial para a sua ordem para a vice-província do Congo.

## Bispo
O Papa João Paulo II o nomeou bispo de Bokungu-Ikela em 22 de novembro de 2004. Ele recebeu sua consagração episcopal no dia 6 de março de 2005, por Joseph Kumuondala Mbimba, arcebispo de Mebandaca-Bikoro, sendo coadjuvado por Giovanni d'Aniello, núncio apostólico no país e por Frédéric Etsou-Nzabi-Bamungwabi, C.I.C.M., arcebispo de Quinxassa, em uma missa ao ar livre em frente à Catedral de Bokungu. Em 30 de outubro de 2008, o Papa Bento XVI nomeou-o administrador apostólico para Kole, cargo que ocupou até 9 de agosto de 2015. Ele fez sua primeira visita ad limina ao Papa Francisco em 12 de setembro de 2014.
Ambongo condena a exploração dos recursos naturais e acredita que as energias renováveis ajudarão a aliviar o impacto das mudanças climáticas no mundo. Em uma entrevista de 4 de março de 2015 em Roma, Ambongu disse que "o futuro é essa energia renovável, ou seja, painéis solares", a fim de reduzir as mudanças climáticas, destacando painéis solares como um esforço para mudar gradualmente para renováveis. Ele continuou que "nós, como a Igreja, não somos contra a exploração de recursos naturais", embora tenha afirmado que tal exploração precisava ser legal e transparente. Ambongo também colaborou com o cardeal Christoph Schonbornpara garantir uma reunião entre os ministros do Meio Ambiente alemães e do Congo para discutir o que os países poderiam fazer para melhorar a qualidade do meio ambiente em seus respectivos países. Em março de 2015, ele informou que recebeu ameaças de morte: "Eu sou uma pessoa em perigo no Congo". Com uma risada nervosa, ele disse a uma emissora de rádio francesa: "Estou em perigo. Isso é verdade".

## Arcebispo
O Papa Francisco nomeou-o primeiro administrador apostólico para Mebandaca-Bikoro em 5 de março de 2016 e, em seguida, arcebispo da arquidiocese em 12 de novembro. Ele foi instalado em 11 de dezembro de 2016.
Em 2017-18, ele criticou as repetidas tentativas do presidente do Congo, Joseph Kabila, de impedir a eleição no Congo, acreditando que isso cria um precedente alarmante e demonstra a falta de vontade do presidente em renunciar ao poder. Ele defendeu aqueles católicos que organizaram manifestações pró-democráticas que atraíram respostas violentas das forças policiais. Após esses confrontos violentos, ele assinou uma declaração em nome dos bispos, afirmando que os prelados "deploravam o ataque à vida humana" enquanto ofereciam suas condolências às famílias de "vítimas inocentes" mortas nos confrontos. A declaração pedia ainda uma "investigação séria e objetiva" para determinar os responsáveis pela violência extrema. Ambongo se opõe à candidatura de Kabila para outro mandato como presidente. Ambongo depois liderou uma missão de bispos a Lusaka, Zâmbia, para se reunir com o presidente zambiano Edgar Lungu para instá-lo a apoiar a realização de eleições pacíficas na RDC em dezembro de 2018. Em sua mensagem a Lungu, os bispos pediram apoio a uma "credibilidade e transparência", uma inclusiva e pacífica eleição "para resolver" a crise sócio-política que "assola a nação". Ambongo também celebrou uma missa na Zâmbia em 9 de setembro de 2018, conclamando os zambianos a nunca perderem a paz em sua nação.
Em 30 de maio de 2018, Ambongo emitiu uma declaração em Mbdanka-Bikoro anunciando que haveria uma suspensão dos sacramentos que exigem contato físico para administrar devido a um surto de Ebola na área. Ele disse que "isso é para evitar a propagação da febre hemorrágica Ebola". Ele também aconselhava dar o sinal de paz verbalmente, em vez de fisicamente.
Em 6 de fevereiro de 2018, o Papa Francisco o nomeou arcebispo-coadjutor para a arquidiocese de Quinxassa, para suceder ao Cardeal Laurent Monsengwo Pasinya após sua morte ou renúncia. Ele foi apresentado à arquidiocese como coadjutor em 11 de março de 2018. Ele se tornou arcebispo quando Francisco aceitou a renúncia de Pasinya em 1 de novembro de 2018. Sua instalação ocorreu 25 de novembro de 2018.

## Cardeal
Em 1 de setembro de 2019, o Papa Francisco anunciou que o faria cardeal em 5 de outubro. No Consistório Ordinário Público de 2019 recebeu o anel cardinalício, o barrete cardinalício e o titulus de Cardeal-presbítero de São Gabriel Arcanjo em Acqua Traversa.
Em 21 de fevereiro de 2020, o Papa Francisco o nomeou membro da Congregação para os Institutos de Vida Consagrada e Sociedades de Vida Apostólica. Em 15 de outubro de 2020, foi nomeado membro do Conselho de Cardeais para ajudar o Santo Padre no governo da Igreja Universal e para estudar um projeto de revisão da constituição apostólica Pastor Bonus na Cúria Romana.
Em 15 de fevereiro de 2023, foi nomeado como Presidente do Simpósio das Conferências Episcopais da África e Madagascar.